# Wipo (történész)
Wipo (995 körül – 1048) latin nyelven író középkori német költő és történész.

## Életpályája
Életéről csak annyit tudunk, ami fennmaradt írásaiból kitűnik. II. Henrik, majd II. Konrád császár udvari káplánja volt.  Megírta Konrád életrajzát Gesta Chuonradi II imperatoris címmel, mely Einhard mellett a középkor másik legjelentősebb kortársi beszámolója egy uralkodó életéről. Adatai jórészt megbízhatóak, mivel  Konrád udvari papjaként részt vett ura életének jelentősebb eseményein, így ott volt annak megválasztásánál, elkísérte urát annak burgundiai, majd a szlávok elleni keleti hadjáratára.  Művét a frissen megkoronázott III. Henrik császárnak is bemutatta.
Wipo a magyar történelemre is jelentős forrás, mivel az 1030-as magyar-német háború szemtanúja volt. Leírásában igyekszik kicsinyiteni a német vereség mértékét, és elismeri, hogy Istvánt jogtalanul támadták meg a németek, mivel István nem volt pogány, mint ahogy állitották róla, bár áttérését Wipo elsősorban Gizella hatásának tudja be. A háború igazi okát is megjelöli: István nem engedte át országán Konrád zarándoknak álcázott követét a bizánci császárhoz.

## Művei
- Gesta Chuonradi II. imperatoris II. Konrád életrajza
- Proverbia (Szólások): királytükör III.Henrik számára
- Tetralogus: III. Henrikhez írt, II. Konrádot dícsőitő költemény
- Victimae paschali laudes (más néven Ostersequenz) - szekvenciaköltemények

### Magyarul
- Wipo húsvéti éneke In: Babits Mihály: Amor Sanctus – A középkor latin himnuszai, Magyar Szemle Társaság, Budapest, 1933, 102–104. o.
- Húsvéti szekvencia In: Sík Sándor: Himnuszok könyve, Szent István Társulat, Budapest, 1943, 229. o.
- Krónikások, krónikák II. kötet  Gondolat Kiadó, Budapest, 1960, 8–22. old.
- Az államalapítás korának írott forrásai; in: Szegedi Középkortörténeti Könyvtár. JATE, 2001. 177–183. old.

### Szövegkiadások
- Taten Kaiser Konrads des Zweiten, neu übertragen von Werner Trillmich in Quellen des 9. und 11. Jahrhunderts zur Geschichte der Hamburgischen Kirche und des Reiches. ISBN 3-534-00602-X

### Másodlagos irodalom
- Franz Brunhölzl: Geschichte der lateinischen Literatur des Mittelalters. Band 2, München 1992, ISBN 3-7705-2614-7
- Karl Langosch: Mittellatein und Europa. Führung in die Hauptliteratur des Mittelalters. 2., unveränderte Auflage. Darmstadt 1997, ISBN 3-534-13912-7
- Karl Rudolf Schnith: Recht und Friede – Zum Königsgedanken im Umkreis Heinrichs III., in: Historisches Jahrbuch. Band 81, 1962. Seite 22–57.
- J. Spörl: Pie rex caesarque future! – Beiträge zum hochmittelalterlichen Kaisergedanken, in: Klaus Lazarowicz, Wolfgang Kron (Hrsg.): Unterscheidung und Bewahrung. Festschrift für Hermann Kunisch zum 60. Geburtstag, 27. Oktober 1961. Berlin 1961, Seite 331–353
- Lexikon für Theologie und Kirche. Band 10. Sonderdruck Freiburg/Breisgau 1986. Spalte 1184 f.